# Blaue Armee

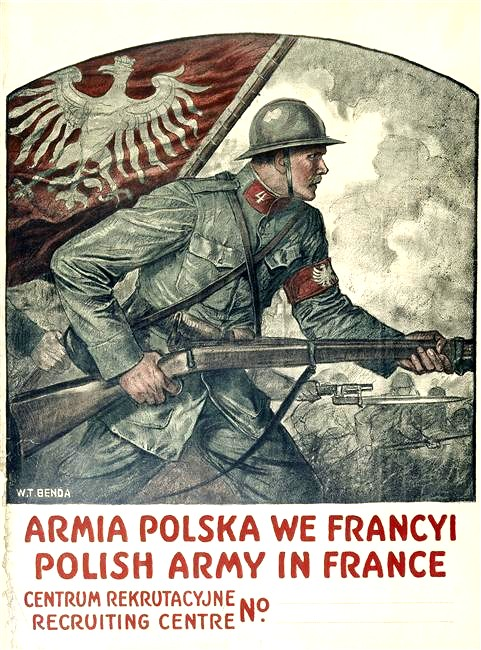
Wladyslaw T. Benda: Rekrutierungsaufruf der Blauen Armee

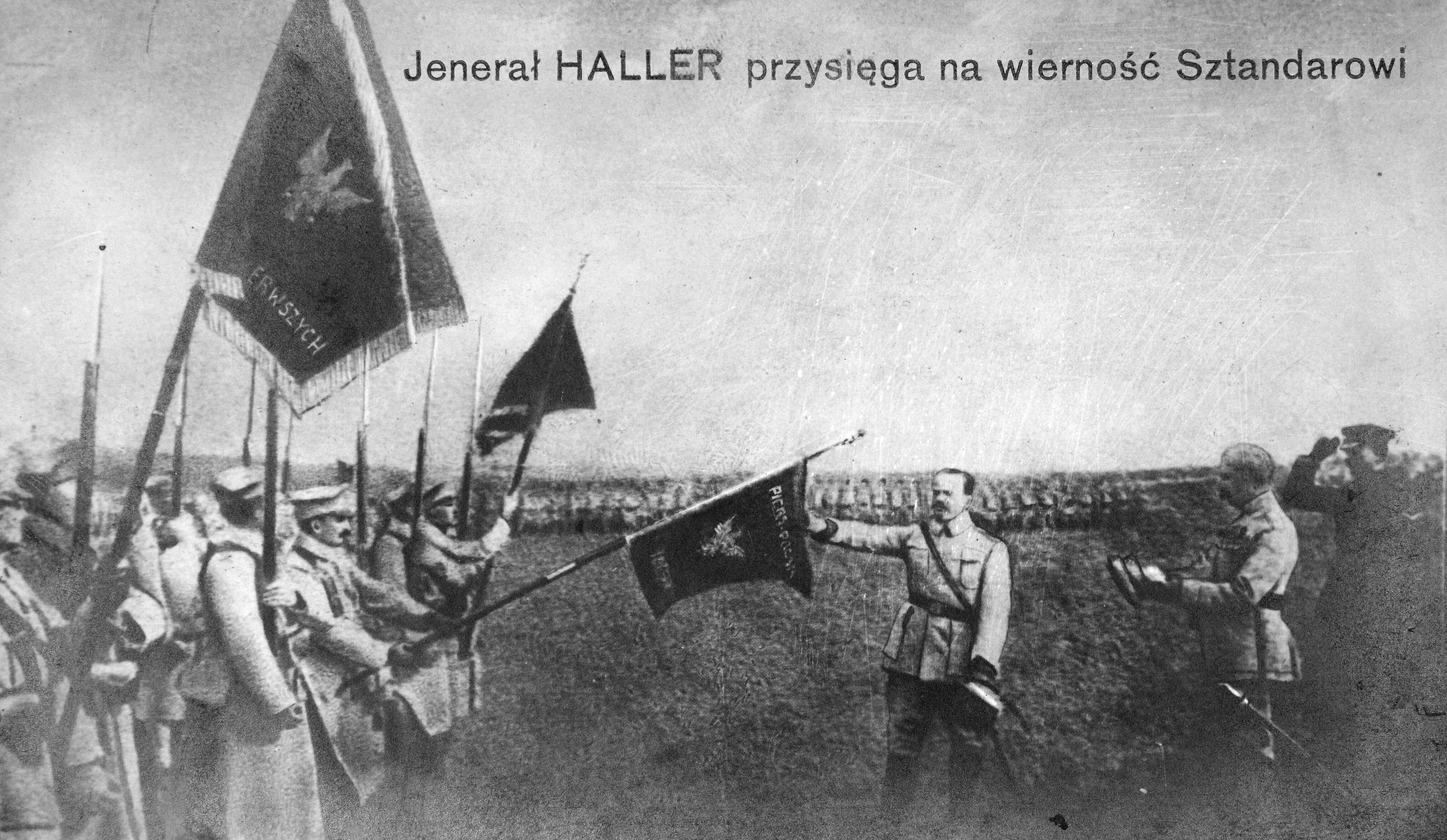
General Józef Haller vor Soldaten der Blauen Armee

Die Blaue Armee (auch Haller-Armee genannt; polnisch offiziell Armia Polska we Francji, „polnische Armee in Frankreich“, sowie Błękitna Armia, wörtlich „Himmelblaue Armee“) war der Name der polnischen Streitkräfte, die während des Ersten Weltkrieges im Juni 1917 in Frankreich gebildet wurden und auf Seiten der Entente kämpften.
Nach dem Ende des Ersten Weltkrieges gelangte die Blaue Armee in den wiedererrichteten polnischen Staat und nahm am Polnisch-Ukrainischen Krieg sowie am Polnisch-Sowjetischen Krieg teil. Benannt wurde die Blaue Armee nach der horizontblauen Farbe ihrer ursprünglich französischen Uniformen bzw. nach ihrem Oberbefehlshaber General Józef Haller.
Die Blaue Armee bestand aus Polen, die in der französischen Armee dienten, aus polnischen Kriegsgefangenen der deutschen und der österreich-ungarischen Armee (etwa 35.000 Mann), polnischsprachigen Freiwilligen aus den USA und Kanada (22.000 Mann) sowie Nachfahren polnischer Einwanderer aus Brasilien (300 Mann). Am 28. September 1918 wurde sie von den Staaten der Triple Entente als die einzige rechtmäßige und alliierte polnische Armee anerkannt.
Da sie in Verbindung mit dem Polnisch-Sowjetischen Krieg stand, wurden – wie im Fall der „Heimatarmee“ – Informationen über die Blaue Armee während der Zeit des kommunistischen Regimes der Volksrepublik Polen zwischen 1945 und 1989 auf sowjetischen Druck hin zensiert.